# Elly Strassburger
Wilhelmine Sophia Eleonora (Elly) Strassburger, ook bekend onder de naam Elly Belli-Strassburger (Bitterfeld, 1 maart 1910 – Schloß Holte-Stukenbrock, 7 mei 1988) was een Duits-Nederlandse circusartieste en -directrice die tijdens haar leven favoriet was van het publiek. 
Elly Strassburger was afkomstig uit een Duits-Joodse circusfamilie. Van haar moeder kreeg zij een strenge, rooms-katholieke opvoeding en zij kreeg les van een gouvernante. Om haar voor te bereiden op haar loopbaan in het circus kreeg ze paardrijles, waaronder voltige, oefeningen op de evenwichtsbalk en balletles. Ze trad op in het in 1940 naar Nederland uitgeweken Circus Strassburger. Vanaf 1943 trad zij in de circuspiste op met paardendressuur.
Na de dood van directeur Karel Strassburger in 1953 kwam de leiding van het circus in handen van Elly en haar zus Regina. In 1957 trouwde Elly in Hilversum met Harry Belli, een dompteur uit een Italiaanse circusfamilie. Doordat de drijvende kracht van het circus was weggevallen, moest circus Strassburger in 1960 stoppen. Elly en Harry Belli richtten een eigen tentcircus op onder de naam circus Belli. Onder de oude naam circus Strassburger traden ze nog een winter op in Carré en tot 1963 in het Circustheater te Scheveningen. Circus Belli stopte in 1966. Harry trad tot zijn dood in 1975 met zijn roofdieren en zijn succesnummer 'tijger te paard' op bij andere circussen.
Elly Strassburger, die zich tot Nederlandse had laten naturaliseren, sleet haar laatste maanden bij haar nicht in Stukenbrock bij Bielefeld. Ze overleed in 1988 op 78-jarige leeftijd en is bijgezet in het familiegraf op de begraafplaats Sint Barbara te Hilversum.

## Onderscheiding
Elly Strassburger werd in 1982 voor haar verdiensten voor het circus benoemd tot ridder in de Orde van Oranje-Nassau.